# 平和のダム
平和のダム（へいわのダム、朝鮮語: 평화의 댐）は、大韓民国江原特別自治道楊口郡・華川郡にかけて、北漢江に位置するダムである。2次工事後の現在、長さは410m、高さは125mであり、最大貯水量は26億3000万トンである。北朝鮮の任南ダム建設による水攻めと洪水に対する予防及び上水道供給のため、1987年2月に着工し、1989年1月に1次完工（当時の高さは80m）したのち、2002年から2次増築工事を行い、2005年10月に最終完工した。平常時には水をせきとめない乾溜ダムとして運用されている。

## 建設の背景
1986年10月30日、李圭孝建設部長官（当時）は「対北朝鮮声明文」を発表した。その中で、北朝鮮に対して金剛山ダム（任南ダム）建設計画を中止するよう求めた。金剛山ダムが北漢江を通じて休戦ライン以南に流れ込む年間18億トンの水供給を遮断するだけでなく、金剛山ダムを崩壊させ200億トンの水が下流に流れ込めば「63ビルの半分まで水没させられる」とし、北朝鮮がこれを利用して1988年ソウルオリンピックを妨害することができるというのが、韓国政府側の話であった。
11月26日、国防部・建設部・文化公報部・統一院長官の合同談話文が発表され、平和のダムを建設する計画を明らかにした。総工事費は1700億ウォン、このうち約639億ウォンは6ヶ月間の国民からの寄付金が充てられた。平和のダムは1987年2月28日に起工式を行い、1989年に第一次工事を完工した。
しかし、1993年の監査後、金剛山ダムの貯水量は多くても59.4億トンとわかり、ダムの脅威は誇張されたものであり、これに備えるため平和のダムの必要性も膨らまされたことが明らかになった（現在、金剛山ダムの貯水量は26.2億トンである）。これを受け、2次工事がいったん中止された。
その後、2002年1月、北朝鮮が水攻めをしなくても、金剛山ダムの安全に問題が発生しうるとの兆候が確認された。韓国政府は同年5月、平和のダム2次増築工事を発表し、9月に工事着手、2005年10月19日に完工した。ダムの工事には総勢3995億ウォンが投じられた。